# Morus boninensis
Morus boninensis, vrsta murve s japanskog otočja Bonin (Ogasawara-shoto). Kritično ugrožena vrsta drveta

## Vanjske poveznice
- BGCI Botanic Gardens Conservation International  Arhivirana inačica izvorne stranice od 17. veljače 2019. (Wayback Machine)